# Јала (река)
Јала је река у Босни и Херцеговини.
Извире на подручју Мајевице, на локалитету Равни Лијештак, на надморској висини од око 700 метара. Укупна дужина тока од извора до ушћа у Спречу износи 37 km. Највеће притоке су Солина и Јошевица, као и Пожарничка река, Грабов и Мраморски поток.
Због испуштања отпадних вода без претходног пречишћавања Јала је једна од најзагађенијих босанскохерцеговачких река.
Зараван реке Јале је алувијална. Лежи на наслагама кварцног песка и угља.